# Cava de Sant Blai
La Cava de Sant Blai ("cava di San Biagio" in valenciano) è una cavità artificiale a base circolare costruita nella roccia alla periferia della città spagnola di Bocairente, nella Comunità Valenciana.
Dedicata a San Biagio, patrono della città, venne usata come deposito per la neve fino a che l'avvento dell'energia elettrica nel XX secolo la rese obsoleta.
Le sue dimensioni sono:
- diametro: 7,70 m
- profondità: 11 m

Vi si può accedere tramite una porta laterale in cima al pozzo o tramite un'altra in fondo, collegata a un tunnel di circa 20 m. Sulla cupola emisferica c'è un'apertura, ormai chiusa, dalla quale si faceva entrare la neve.
Oggi è aperta ai turisti e presenta al suo interno dei pannelli che raccontano la storia del commercio della neve, sia a livello mondiale che nella Comunità Valenciana.